# 1989 في البرازيل
فيما يلي قوائم الأحداث التي وقعت خلال عام 1989 في البرازيل.

## أحداث
- 3 سبتمبر – فاريغ الرحلة 254

## سياسة

### انتهاء فترة المنصب
- 1 يناير – جانيو كوادروس عمدة ساو باولو.

## رياضة
- 1 يناير – الدوري البرازيلي لكرة القدم 1989
- 26 مارس – جائزة البرازيل الكبرى 1989 الفائز نايجل مانسيل.

## مواليد

### يناير
- 9 يناير – دانيال روبينيو لاعب كرة قدم برازيلي.[1]
- 13 يناير – لويز مارتن جونيور لاعب كرة قدم برازيلي.
- 18 يناير – مارسيلو ديمولينير لاعب كرة مضرب برازيلي.
- 19 يناير – دنتينيو لاعب كرة قدم برازيلي.[2]
- 20 يناير – أنانياس إلوي كاسترو مونتيرو لاعب كرة قدم برازيلي.[3]
- 21 يناير – موريلو دي ألميدا لاعب كرة قدم برازيلي.[4]
- 25 يناير – ثياجوس دوس سانتوس لاعب كرة يد برازيلي.
- 26 يناير – باولو روبرتو غونزاغا لاعب كرة قدم برازيلي.[5]
- 27 يناير – رينان سيلفا لاعب كرة قدم برازيلي.[6]
- 31 يناير – جوناثان دا سيلفا بريرا لاعب كرة قدم برازيلي.[7]

### فبراير
- 4 فبراير – لاريسا راموس
- 6 فبراير – برونو ألكسندر رودريغيز لاعب كرة قدم برازيلي.[8]
- 11 فبراير – جوزيف دي سوزا لاعب كرة قدم برازيلي.[9]
- 15 فبراير – برونو روكي دي سوزا لاعب كرة قدم برازيلي.[10]
- 20 فبراير – ألان دوس سانتوس ناتشفيداد لاعب كرة قدم برازيلي.[11]
- 25 فبراير – رافائيل ماسانا لاعب كرة قدم برازيلي.[12]
- 25 فبراير – ناديا كولهادو لاعبة كرة سلة برازيلية.
- 28 فبراير – جيوفاني لويز ناإيتكي لاعب كرة قدم برازيلي.[13]
- 28 فبراير – فابيو أغيار لاعب كرة قدم برازيلي.[14]

### مارس
- 2 مارس – جوزيه كارلوس توفولو جونيور لاعب كرة قدم برازيلي.[15]
- 8 مايو – مارسيلينو جونيور لوبيز أرودا لاعب كرة قدم برازيلي.[16][16]
- 10 مارس – إيغور روسي برانكو لاعب كرة قدم برازيلي.[17]
- 13 مارس – إيدرسون ألفيس ريبيرو سيلفا لاعب كرة قدم برازيلي.[18]
- 13 مارس – طارش كونا لاعب كرة قدم برازيلي.[19]
- 15 مارس – ساندرو رانييري لاعب كرة قدم برازيلي.[20]
- 17 مارس – رافاييل مارتينز لاعب كرة قدم برازيلي.[21]
- 18 يناير – مارسيلو ديمولينير لاعب كرة مضرب برازيلي.
- 22 مارس – ألين فيبير عارضة برازيلية.
- 22 مارس – دييغو روتشا لاعب كرة قدم برازيلي.
- 25 مارس – جيلسون ريبيرو لاعب كرة قدم برازيلي.[22]
- 27 مارس – فابيو فريري مارتينز لاعب كرة قدم برازيلي.[23]
- 31 مارس – نيلسون ريكاردو دا سيلفا جونيور لاعب كرة قدم برازيلي.[24]

### أبريل
- 1 أبريل – ماتياس آغوريغاري لاعب كرة قدم برازيلي.[25]
- 10 أبريل – إيفرتون ريبيرو لاعب كرة قدم برازيلي.[26]
- 13 أبريل – فينيسيوس سيلفا سواريس لاعب كرة قدم برازيلي.[27]
- 18 أبريل – إدواردو خوسيه دينيز كوستا لاعب كرة قدم برازيلي.[28]
- 25 أبريل – إيمانويلا دي باولا عارضة برازيلية.
- 27 أبريل – جونيور كايسارا لاعب كرة قدم برازيلي.[29]

### مايو
- 8 مايو – مارسيلينو جونيور لوبيز أرودا لاعب كرة قدم برازيلي.[16][16]
- 24 مايو – كارل سيسيليو دا سيلفا لاعب كرة قدم برازيلي.[30]
- 31 مايو – ماتيوس هومبيرتو ماكسيميانو لاعب كرة قدم برازيلي.

### يونيو
- 5 يونيو – جيسي أرودا
- 6 يونيو – جوناثان ريس لاعب كرة قدم برازيلي.[31]
- 11 يونيو – باولو سيرجيو لويز دي سوزا لاعب كرة قدم برازيلي.[32]
- 14 يونيو – فيليب فيديليس دوس سانتوس لاعب كرة قدم برازيلي.[33]
- 27 يونيو – برونا تينوريو عارضة برازيلية.

### يوليو
- 10 يوليو – آلان كارفالهو لاعب كرة قدم برازيلي.[34]
- 13 يوليو – إلكيسون لاعب كرة قدم برازيلي.[35]
- 19 يوليو – نوربيرتو مورارا نيتو لاعب كرة قدم برازيلي.[36]
- 19 يوليو – ويليام بينهيرو رودريغيز لاعب كرة قدم برازيلي.
- 20 يوليو – تياغو غالاردو لاعب كرة قدم برازيلي.[37]
- 22 يوليو – لياندرو دامياو لاعب كرة قدم برازيلي.[38]
- 22 يوليو – والتر هنريكه دا سيلفا لاعب كرة قدم برازيلي.[39]
- 23 يوليو – صمويل هنريكه سيلفا غيماراس لاعب كرة قدم برازيلي.
- 25 يوليو – روكسان فيسمبيرج لاعبة كرة مضرب برازيلية.
- 27 يوليو – دييغو هينريكي باربوزا دوس سانتوس لاعب كرة قدم برازيلي.[40]
- 27 يوليو – فرانسيسكو سوسا دوس سانتوس لاعب كرة قدم برازيلي.[41]
- 28 يوليو – مايكون سوزا دي سيلفا لاعب كرة قدم برازيلي.[42]

### أغسطس
- 3 أغسطس – بابلو دي باروس بولينو لاعب كرة قدم برازيلي.
- 7 أغسطس – رامون لوبيز لاعب كرة قدم برازيلي.[43]
- 21 أغسطس – إيدرسون برونو دومينيغوس لاعب كرة قدم برازيلي.[44]
- 21 أغسطس – لياندرو فريري دي أراوجو لاعب كرة قدم برازيلي.[45]
- 23 أغسطس – ألان روستشيل لاعب كرة قدم برازيلي.[46]
- 23 أغسطس – سيدني ريشيل دا سيلفا جونيور لاعب كرة قدم برازيلي.[47]

### سبتمبر
- 1 سبتمبر – سولانج ويلفرت عارضة برازيلية.
- 2 سبتمبر – ألكساندر باتو لاعب كرة قدم برازيلي.[48]
- 3 سبتمبر – غوستافو ليما[49]
- 8 سبتمبر – سيرجيو مانويل باربوسا سانتوس لاعب كرة قدم برازيلي.
- 8 سبتمبر – هن لويز دي أنداردي لاعب كرة قدم برازيلي.[50]
- 13 سبتمبر – لوسيانو كاستان لاعب كرة قدم برازيلي.[51]
- 25 سبتمبر – فرناندا دا سيلفا لاعبة كرة يد برازيلية.

### أكتوبر
- 12 أكتوبر – باولو هنريكي غانسو لاعب كرة قدم برازيلي.[52]
- 13 أكتوبر – برينو بورجيس لاعب كرة قدم برازيلي.[53]
- 17 أكتوبر – كارلوس إدواردو دي أوليفيرا ألفيس لاعب كرة قدم برازيلي.[54]
- 23 أكتوبر – أوزوالدو غيماريس لاعب كرة يد برازيلي.
- 30 أكتوبر – إيلسون فيريرا دي سوزا لاعب كرة قدم برازيلي.

### نوفمبر
- 10 نوفمبر – أليكس روبيرتو سانتانا رافاييل لاعب كرة قدم برازيلي.[55]
- 11 نوفمبر – كريستيان ليندل لاعب كرة مضرب برازيلي.
- 12 نوفمبر – برونو موريرا سيلفا لاعب كرة قدم برازيلي.[56]
- 20 نوفمبر – رجيس سيلفا لاعب كرة قدم برازيلي.[57]
- 29 نوفمبر – ليوناردو باسوس ألفيس لاعب كرة قدم برازيلي.[58]

### ديسمبر
- 4 ديسمبر – لويس باولو دا سيلفا لاعب كرة قدم برازيلي.[59]
- 6 ديسمبر – إيفان كارلوس فرانكا كويلو لاعب كرة قدم برازيلي.
- 14 ديسمبر – بيدرو بوتيلهو لاعب كرة قدم برازيلي.[60]
- 20 ديسمبر – أماندا دي أندرادي لاعبة كرة يد برازيلية.
- 26 ديسمبر – دييغو جارديل لاعب كرة قدم برازيلي.[61]

## وفيات

### يوليو
- 20 يوليو – خوسيه أوغوستو برانداو (مواليد 1911) لاعب كرة قدم برازيلي.

### أغسطس
- 27 أغسطس – لويس دوس سانتوس لوز (مواليد 1909) لاعب كرة قدم برازيلي.